# Раду III Вродливий
Раду III Вродливий (рум. Radu cel Frumos) — господар Волощини (1437 або 1438–1475) — господар Волощини (грудень 1462 — листопад 1473, грудень 1473 — весна 1474, весна — вересень 1474, жовтень 1474 — січень 1475), молодший брат Влада Цепеша.
У 1443 році Раду і Влад були віддані в Османську імперію заручниками до султана Мурада. У полоні Раду близько зійшовся з спадкоємцем султана Мурада, Мехмедом і, згідно із записами візантійського історика Лаоніка Халкоконділа, їхня дружба прийняла інтимний характер. Є припущення, що Раду прийняв іслам. Коли султан Мурад відправив Влада у Волощину захоплювати трон, Раду залишився при османському дворі.
Примітно, що прізвисько «Frumos» (Вродливий) Раду отримав від турків, і в оригіналі воно звучало як «Yakışıklı».
Після того, як Мехмед став султаном, Раду брав участь у його війнах проти Узун Хасана, а в 1462 році вирушив разом з військами Мехмеда у Волощину для повалення старшого брата Влада з престолу, що йому і вдалося. Сам Влад втік до Угорщини через повстання проти нього бояр, а Раду став господарем.
За час свого правління Раду Красивий встиг повоювати з молдавським господарем Штефаном чел Маре, який у результаті і допоміг Бессарабу Старому повалити Раду.
Раду Красивий був одружений з Марією Деспіною, і в шлюбі у нього була єдина дочка — Марія Войкіца. Під час одного з військових зіткнень з Молдовою Раду з родиною опинилися в облозі у фортеці Димбовіца, звідки сам Раду втік, а його дружина і дочка опинилися заручницями Штефана Великого.
Раду Красивий неодноразово ще повертав собі трон, але після 1475—го року зник. У Молдово-німецькому літописі 1457–1499 років згадується, що він зник безвісти.

## Особисте життя
За словами грецького хроніста Лаоніка Халкоконділа, Раду III Вродливий мав хлопчика-коханця.